# Dasypolia ogasawarae
Dasypolia ogasawarae là một loài bướm đêm trong họ Noctuidae.